# Hindebregne-familien
Hindebregne-familien (Hymenophyllaceae) er en familie i Engelsød-ordenen (Polypodiales). Familien har 3-7 slægter og over 600 arter, udbredt over det meste af verden – dog altid på lokaliteter hvor der er meget høj luftfugtighed eller hvor de oversprøjtes fra vandfald el.lign.
Langt størsteparten af Hindebregnerne forekommer i de tropiske regnskove, men også i tempererede regnskove, f.eks. i New Zealand hvor der er 25 arter. I Europa forekommer de kun ved den Atlantiske vestkyst, specielt på Azorerne, Irland og det vestligste England. En enkelt art, Hymenophyllum tunbrigense, forekommer dog så langt østpå som Luxemburg. En anden art, Hindebregne (Hymenophyllum wilsonii) forekommer så langt nordpå som det sydvestlige Norge, Færøerne og det sydlige Island.
Hindebregnerne er ofte mørkegrønne til næsten sorte, sammenklumpede, og kan ligne en kraftig mos eller levermos. Stænglen er tynd og skør, og bladene spidse med kun en enkelt karstreng. Bortset fra karstrengen er bladene som regel kun så tykke som én celle! Dette gør at bladene nemt tørrer helt ud, og de er derfor afhængige af konstant høj luftfugtighed eller oversprøjtning.
| Slægter |

- Hindebregne-slægten (Hymenophyllum)
- Trichomanes
- Vandenboschia

## Rødlistede arter
- Hymenophyllum alveolatum
- Trichomanes paucisorum[1]

## Note
1. ↑  IUCNs rødliste over planter

| Botanik | Spire Denne botanikartikel er en spire som bør udbygges. Du er velkommen til at hjælpe Wikipedia ved at udvide den. |